# Matra Murena
El Matra Murena es un cupé de tres plazas y motor en posición central, el último modelo deportivo de la marca francesa Matra. En principio fue desarrollado con un motor de 2,2 L derivado del usado en el Chrysler 180 fabricado en Europa. Fue producido entre 1980 y 1983.

## Historia

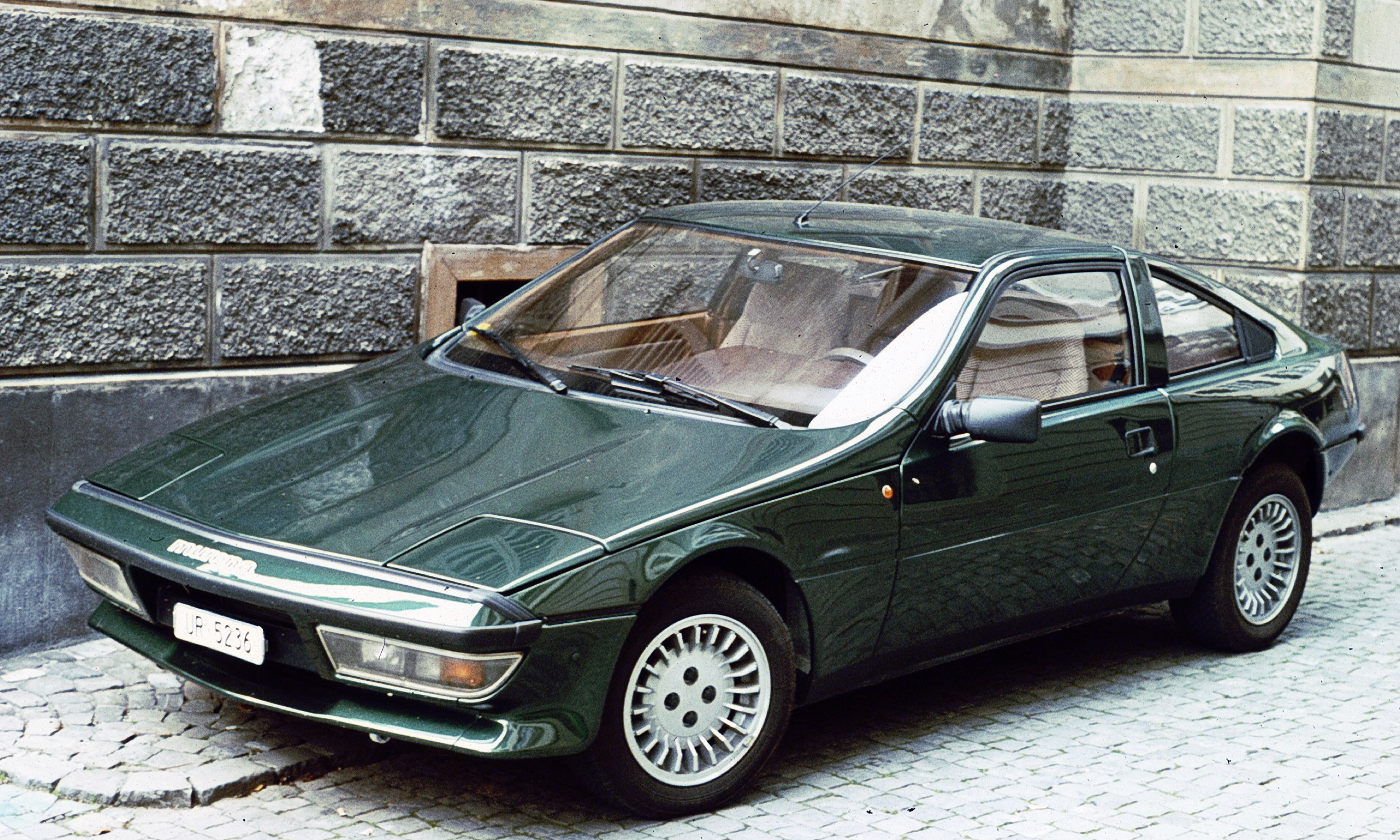
Talbot Matra Murena

Su predecesor fue el Matra Bagheera. Aunque se lanzó inicialmente con un motor de 2,2 litros de cilindrada, más adelante se decidió incorporar también el conocido motor Poissy de 1600 cc del grupo PSA por motivos comerciales.
Fue el primer modelo que se fabricó con chasis de chapa galvanizada que lo garantizaba contra la corrosión de por vida, además del ya típico motor central y tres asientos en la misma fila (conductor y dos acompañantes).
Otro de sus puntos fuertes era su coeficiente aerodinámico, siendo en el momento de su aparición el menor en un vehículo de fabricación en serie.
El modelo original se fabricó sin apenas cambios hasta 1983, cuando se lanzó la versión S, con un motor más potente que intentaba remediar el mayor de sus defectos: la falta de un motor más acorde con sus prestaciones dinámicas. Este último modelo se produjo durante 1984, finalizando entonces la construcción de automóviles deportivos de la marca, que desde ese momento pasó a construir el entonces novedoso Renault Espace.

## Dimensiones
- Largo: 4.070 mm; ancho: 1.752 mm; alto: 1.220mm; peso: 930 a 1050 kg; capacidad combustible: 53 L